# Mikołaj Górka
Mikołaj II Górka herbu Łodzia (zm. w 1482/1483 roku) – kasztelan gnieźnieński około 1482 roku, starosta Kościana w latach (1475)-1476–1481-(1482/1482).
Syn Łukasza I Górki i jego żony Katarzyny, córki Dobrogosta z Szamotuł herbu Nałęcz.
Od 1418 r. był właścicielem wsi Uchorowo.
Jego żoną była Barbara z Kutna: ich synem Łukasz II Górka.